# 松尾高一
松尾 高一（まつお たかいち、1888年7月5日 - 1973年5月19日）は、日本の実業家。尼崎信用金庫理事長を務めた。岡山県英田郡作東町（現在の美作市）出身。

## 経歴・人物
1912年に関西大学専門部経済科を卒業した。
大阪市役所、日本木管での勤務を経て、1921年1月に尼崎信用組合（現在の尼崎信用金庫）を創立し、理事に就任した。1944年5月には組合長（1951年の尼崎信用金庫への改組後は、理事長）に就任した。1954年1月には尼崎商工会議所会頭にも就任した。
1952年に緑綬褒章を受章し、1959年に紺綬褒章を受章し、1965年11月に勲四等旭日小綬章を受章し、1968年には尼崎市名誉市民の表彰を受けた。
1973年5月19日、心筋梗塞により死去した。84歳没。